# Pete Incaviglia
Peter Joseph Incaviglia (né le 2 avril 1964 à Pebble Beach, Californie, États-Unis) est un ancien joueur des Ligues majeures de baseball ayant évolué au poste de voltigeur de gauche de 1986 à 1998.

## Carrière
Pete Incaviglia est d'abord choisi en 10e ronde du repêchage amateur de 1982 par les Giants de San Francisco alors qu'il est inscrit à une école secondaire de Seaside en Californie, mais il repousse l'offre pour rejoindre les Cowboys de l'Université d'État de l'Oklahoma, où il établit de nouveaux records de la NCAA pour les coups de circuit et les points produits. Il frappe 48 circuits et produit 142 points lors de sa saison record en 1985 et établit un record pour le plus grand total de circuits en carrière dans la NCAA avec 100 en 3 saisons. Sa moyenne au bâton à Oklahoma State s'élève à ,398 Les Expos de Montréal en font leur choix de première ronde en 1985. Incaviglia est le 8e joueur sélectionné au total cette année-là par un club du baseball majeur. Cependant, Incaviglia refuse de signer un contrat avec les Expos. Les raisons invoquées sont multiples : Incaviglia ne veut pas évoluer en ligues mineures pour passer directement du collège aux majeures, il est déçu d'avoir été repêché par une équipe du Canada ou par la perspective d'être rémunéré en dollars canadiens, ou son agent réclame une prime à la signature record, alors qu'une somme appréciable est offerte par les Expos selon leur directeur gérant Murray Cook.
Sans avoir disputé un seul match pour les Expos ni même signé de contrat, Pete Incaviglia est finalement échangé aux Rangers du Texas le 2 novembre 1985 pour le joueur de champ intérieur Jim Anderson et le lanceur droitier Bob Sebra. Il signe un contrat avec les Rangers et reçoit un boni à la signature de 175 000 dollars US. Le quiproquo entre Incaviglia et les Expos amène le baseball majeur à rapidement adopter une nouvelle règle visant à empêcher que ce précédent ne se répète. Surnommée la Règle Incaviglia (Incaviglia Rule), cette règle empêche depuis un club d'échanger un joueur repêché mais non signé, ce qui oblige celui-ci à éventuellement à conclure une entente avec l'équipe ou à être, 12 mois plus tard, de nouveau disponible au repêchage.
Lorsque Incaviglia joue son premier match dans le baseball majeur avec les Rangers du Texas le 8 avril 1986, il est un des rares joueurs américains à ne pas avoir évolué en ligues mineures depuis la création de celles-ci.
Incaviglia évolue 5 années pour les Rangers, qui quitte après la saison 1990. Il s'aligne par la suite avec les Tigers de Détroit en 1991, les Astros de Houston en 1992, les Phillies de Philadelphie en 1993, 1994 et 1996. En 1996, il passe aux Orioles de Baltimore, avec qui il débute 1997 pour terminer l'année chez les Yankees de New York. Sa dernière campagne en 1998 est partagée entre deux de ses anciens clubs, les Tigers et les Astros.
En 1 284 matchs dans le baseball majeur, Pete Incaviglia compte 1 043 coups sûrs dont 194 doubles, 21 triples et 206 circuits. Il a marqué 546 points, en a produit 655 et réussi 33 vols de buts. Sa moyenne au bâton en carrière s'élève à ,246 et sa moyenne de puissance à ,448 mais, en revanche, sa moyenne de présence sur les buts n'est que de ,310. Il a frappé plus de 20 circuits à chacune de ses 5 premières saisons, toutes au Texas, mais n'a atteint le chiffre que de 30 qu'à sa saison recrue en 1986. Son record de points produits en une année fut de 89, établi avec les Phillies de Philadelphie, champions de la Ligue nationale en 1993. Le voltigeur n'a frappé que pour ,185 de moyenne au bâton en 10 parties de séries éliminatoires pour les Phillies de 1993, les Orioles de 1996 et les Astros de 1998. Il a obtenu un coup sûr en 8 passages au bâton pour Philadelphie durant la Série mondiale 1993 perdue face à Toronto. Il a été le joueur des majeures le plus souvent retiré sur trois prises en 1986 (185 fois) et 1988 (153 fois). Ses 185 retraits sur des prises à sa première année représentaient un record des majeures pour un joueur recrue, marque battue en 2015 par Kris Bryant, ainsi que le record de la Ligue américaine pour une recrue, cette dernière marque étant battue en 2017 par Aaron Judge.
En avril 2007, il est élu au National College Baseball Hall of Fame, le temple de la renommée du baseball collégial américain.
L'ancien joueur professionnel Jason Grimsley accuse Pete Incaviglia d'avoir été dopé aux amphétamines, selon un affidavit dont le contenu est dévoilé en décembre 2007 dans la foulée de la parution du rapport Mitchell sur le dopage dans le baseball majeur. Incaviglia n'est cependant pas nommé dans le rapport.
Incaviglia fut le premier gérant de l'histoire des AirHogs de Grand Prairie, une équipe de baseball indépendant faisant partie de l'Association américaine, qu'il a dirigé de 2008 à 2010. Depuis 2012, il dirige, dans la même ligue, les Lemurs de Laredo.